# Женская сборная Вьетнама по гандболу
Женская сборная Вьетнама по гандболу — национальная команда по гандболу, представляющая Вьетнам на международных соревнованиях. Управляется Федерацией гандбола Вьетнама. Серебряный призёр Игр Юго-Восточной Азии 2007 года.

## История
Сборная сформирована ещё до вступления Федерации гандбола Вьетнама в Международную федерацию гандбола, состоявшегося в 2013 году.
Женская сборная Вьетнама никогда не участвовала в летних Олимпийских играх, чемпионатах мира и летних Азиатских играх.

### Чемпионаты Азии
Сборная Вьетнама дебютировала на женском чемпионате Азии в 2008 году и заняла 6-е место среди 10 команд. На групповом этапе вьетнамские гандболистки победили сборные Индии (29:27) и Катара (38:22), проиграли Таиланду (20:29), Китаю (19:54). Заняв в группе 3-е место, в стыковом матче за 5-6-е места сборная Вьетнама проиграла Казахстану (18:43).
На чемпионате Азии 2017 года сборная Вьетнама заняла 6-е место среди 8 команд. Она проиграла на групповом этапе гандболисткам Южной Кореи (11:48) и Китая (10:40), выиграла у сборной Ирана (33:31). В полуфинале за 5-8-е места сборная Вьетнама победила Гонконг (24:30), в матче за 5-6-е места проиграла Узбекистану (29:41).

### Игры Юго-Восточной Азии
В 2007 году женская сборная Вьетнама завоевала серебряные медали Игр Юго-Восточной Азии в Бангкоке. Она проиграла сборной Таиланда (20:25) и разгромила гандболисток Малайзии (62:10) и Камбоджи (44:5).

## Результаты выступлений

### Чемпионаты Азии
- 1987—2006 — не участвовала
- 2008 — 6-е место
- 2017 — 6-е место

### Игры Юго-Восточной Азии
- 2007 —